# The Divine Conspiracy
The Divine Conspiracy (božské spiknutí) je třetí album nizozemské symfonic metalové skupiny Epica. Jedná se o jejich první koncepční desku. Bylo vydáno 7. září 2007 u nového vydavatelství Nuclear Blast. Myšlenkou alba je: "Bůh stvořil různá náboženství. V každém náboženství nalezneš určitou podstatu, se kterou se můžeš více méně ztotožnit, a pokud se o to budeš detailně zajímat, brzy dospěješ k názoru, že ve všech náboženstvích se v jádru jedná o totéž". Pokračuje zde koncept The Embrace That Smothers, který se zde také uzavírá.
Na The Divine Conspiracy se objevují v textech také nová témata. Například píseň Beyond Belief se týká sporu mezi vědou a náboženstvím. Následující skladba, Safeguard to Paradise, se zabývá metodami přesvědčování sebevražedných atentátníků. V písni s tím ostře kontrastuje pomalá a jemná hudba.
Post bubeníka zastává na The Divine Conspiracy Arien van Weesenbeek z God Dethroned, který se později stal členem kapely. Na albu hostuje také Sander Gommans (ex-After Forever) v písni Death of a Dream. Evropská verze alba obsahuje předělávku písně skupiny Fear Factory – Replica.

## Seznam skladeb
1. Indigo (Prologue)
2. The Obsessive Devotion
3. Menace of Vanity
4. Chasing the Dragon
5. Never Enough
6. La‘petach Chatat Rovetz (The Final Embrace)
7. Death of a Dream (The Embrace That Smothers, Part VII)
8. Living a Lie (The Embrace That Smothers, Part VIII)
9. Fools of Damnation (The Embrace That Smothers, Part IX)
10. Beyond Belief
11. Safeguard to Paradise
12. Sancta Terra
13. The Divine Conspiracy

Bonusy:
1. Higher High
2. Replica (Fear Factory cover)
3. Safeguard to Paradise (piano verze)

## Žebříčky
- Holandsko - 9
- Francie - 35
- Německo - 40
- Česká republika - 29

## Drobnosti
"La'petach Chatat Rovetz" ( "לפתח חטאת רובץ") je hebrejský výraz, který znamená, že hřích čeká na příležitost zasáhnout a ovlivnit.

"Indigo" jsou jedinci s velice rozvinutou intuicí. Také to může být tmavě modré barvivo.

## Obsazení
- Simone Simons – mezzosopránový zpěv
- Mark Jansen – kytara, growling, screaming
- Ad Sluijter – kytara
- Coen Janssen – piano, klávesy
- Yves Huts – basová kytara

### Hosté
- Arïen van Weesenbeek – bicí
- Sander Gommans – growling v Death of a Dream
- Olaf Reitmeier – akustická kytara v Chasing The Dragon
- Gjalt Lucassen – kněz v Living a Lie
- Jaff Wade – mluvená slova v Fools of Damnation

- Chorus
  - Linda van Summeren – soprán
  - Bridget Foggle – soprán
  - Amanda Somerville – alt
  - Cinzia Rizzo – alt
  - Previn Moore – tenor
  - Melvin Edmondsen – bas